# 한국어 워드 프로세서
한국어 워드 프로세서는 한국어를 이용하여 여러 문서를 수정하거나 만드는 컴퓨터용 응용 소프트웨어를 가리킨다.

## 최초의 한글 워드 프로세서
최초의 한글 워드 프로세서에 여러 가지 주장이 있지만 1982년 서울북공업고등학교 2학년에 재학 중이었던 박현철이 엘렉스 사장이었던 전 삼보컴퓨터 회장 이용태 박사의 허락하에 방과 후 엘렉스 사무실에서 개발한 한글 워드프로세서 버전 1.0을 최초로 본다.
워드 프로세서에 구체적인 이름도 없고 단지 버전 1.0이라고 부를 정도로 컴퓨터가 생소했던 시절에 고등학생이 컴퓨터 소프트웨어를 개발했던 자체가 큰 화제를 낳았다 (1983년 1월 《MBC 뉴스센터》에서 소개했다). 이를 계기로 문교부는 고등학교에 컴퓨터 5,000대를 무상으로 보급하여 학생들이 컴퓨터를 접하도록 했다.
이 워드프로세서는 8비트 컴퓨터 애플 2 플러스에서 동작하였고, 지금은 당연히 컴퓨터에서 한글을 자유롭게 입력하고 표시하지만, 당시 컴퓨터에서 한글이 아닌 영문으로 사용해야 했다. 고등학생이 현재 사용하는 자판과 거의 동일한 배열을 사용하여 한글을 컴퓨터에 입력하고 표시하여 프린터에서 출력까지 가능한 소프트웨어를 혼자 개발했었다.
한글과컴퓨터가 1989년 발표한 HWP 1.0에 포함한 소개 문서에 보면 “1982년 고등학생이던 박현철 씨가 개발한 한글 워드 프로세서가 있었고”라고 적었다.

## 발전
한편 1983년~1984년경 캐나다 교포인 정재열 씨가 자신의 회사였던 '재 컨설팅'(JAE Consultant)를 통해 한글 III라는 제품을 발표했다. 이는 시기적으로 박현철 개발한 제품 보다 늦지만 기능적으로 우수했다.
이후 금성소프트웨어의 하나워드, 삼보컴퓨터의 보석글 등이 인기를 끌기 시작했다.
1988년 정재열과 친구 사이였던 강태진이 한글 III를 토대로 최초의 한글 위지윅 워드 프로세서인 IBM-PC용 한글 2000을 개발했다.